# María Teresa Gallego Urrutia
María Teresa Gallego Urrutia (n. 1943, Madrid) este o traducătoare spaniolă de limba franceză, care a obținut numeroase premii pentru activitatea sa de traducere. 

## Biografie
A urmat studiile primare și secundare la Liceul Francez din Madrid și a obținut licența în filologie franceză în 1966 la Universitatea Complutense din Madrid.
A început să traducă literatură franceză de timpuriu și a tradus operele principalilor scriitori francezi. În 1974 a devenit profesoară de limba franceză la Institutul Gregorio Marañón din Madrid. A obținut mai multe premii pentru activitatea sa de traducătoare, inclusiv Premiul Național de Traducere din Limbi Romanice pentru Diario del ladrón de Jean Genet (1977) și Premiul Stendhal pentru Impresiones de África de Raymond Roussel (1991), ambele împreună cu María Isabel Reverte Cejudo, cotraducătoare ale celor două opere; în 2003 a fost decorată cu Ordre des Arts et des Lettres, acordat de guvernul francez, iar în 2008 a câștigat Premiul Național pentru activitatea de traducător. În 2011 a primit Premiul Mots Passants acordat de Catedra de Limba Franceză de la Universidad Autónoma de Barcelona pentru El horizonte de Patrick Modiano și în 2013 Premiul Esther Benítez pentru traducerea romanului Doamna Bovary de Gustave Flaubert. A tradus și opere ale unor scriitori români („La țigănci” și „Podul” de Mircea Eliade) după ediții în limba franceză.
Începând din anul universitar 2008-2009 predă cursuri de traducere din literatura franceză și de proprietate intelectuală a traducătorului la Institutul de Traducători al Universității Complutense din Madrid. Este membru fondator al asociației ACE Traductores, făcând parte în mod repetat din consiliul său de conducere.